# Jazzcore
Jazzcore, auch bekannt als Jazz Metal, ist ein Subgenre des Metal bzw. des Hardcore Punk mit unterschiedlich gewichteten Einflüssen aus den Bereichen Avantgarde-Jazz, Noise, Hardcore und Jazz Fusion. Der Stil gilt für den Math- oder Chaoscore als wegweisend und gemeinhin als Weiterentwicklung des gelegentlich als zappaesk bezeichneten Spektrums des Progressive Rock. Durch das Extrem der Musik werden die Vertreter des Jazzcores oft der Avantgarde oder dem Begriff der experimentellen Musik zugeordnet.

## Vorläufer

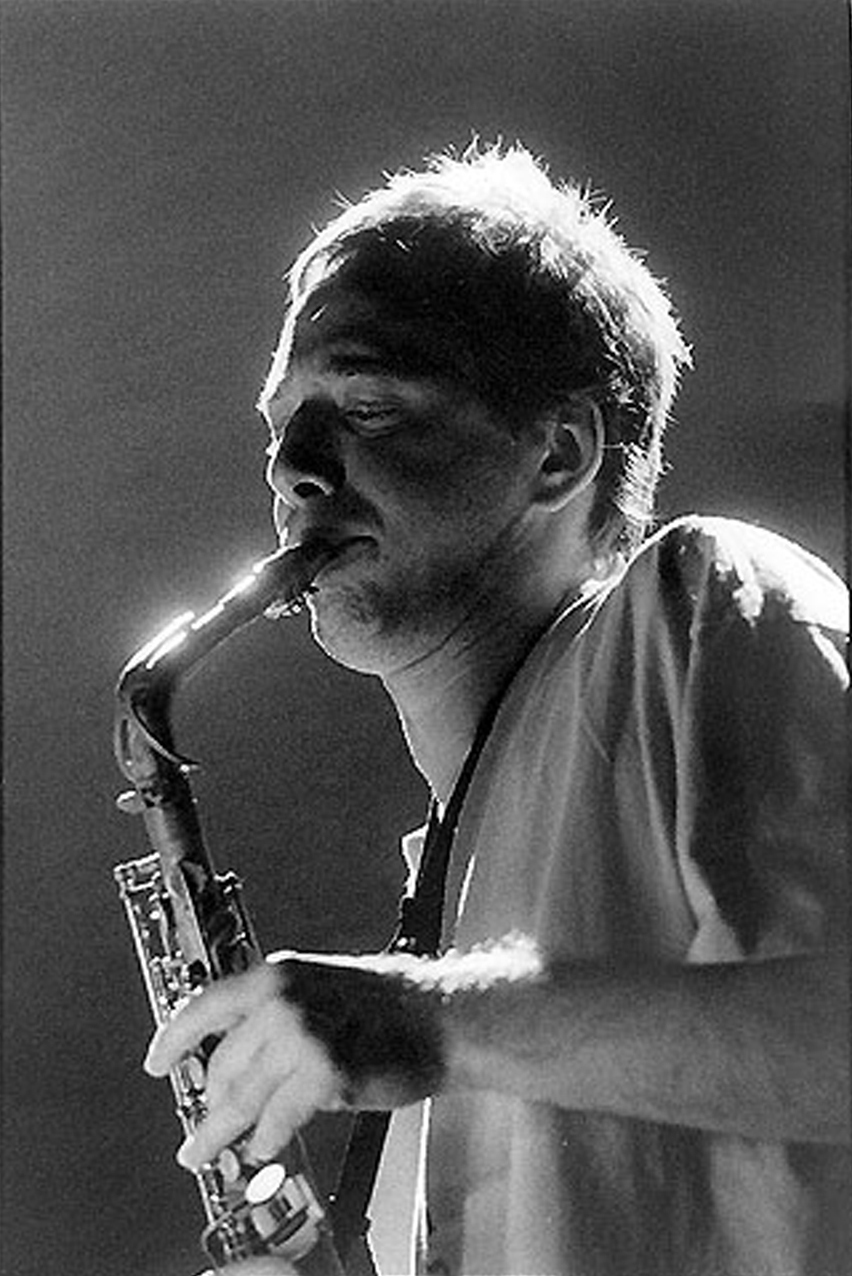
John Zorn, Saxophonist, Komponist und wichtigster Initiator des Jazzcore.

Die 1977 gegründete Londoner Punkband Cardiacs kann gemeinhin als wichtigster Vorläufer genannt werden. Sie kombinierten bereits früh Ska, Punk und Progressive Rock. Lediglich das extreme Wechselspiel der Taktschemata und die Stilvielfalt späterer Bands konnten die Cardiacs noch nicht vorweisen. Des Weiteren generierten die späteren Jazzcore-Bands die hohen Anteile aus Free Jazz und Noise erst selbst hinzu. Doch unter dem Einfluss der Cardiacs begannen No Means No, Victims Family und Mr. Bungle damit, ihren eigenen Stil zu entwickeln.

## Entwicklung
Mitte der Achtziger traten zum ersten Mal Bands auf, die Punkrock mit Funk, Noise und jazzlastigem Progressive Rock kombinierten. Die frühen Hauptvertreter Minutemen, No Means No und Victims Family erhielten von der Musikpresse den Titel Jazzcore, obschon diese Vertreter weniger Jazz als Selbstzweck in ihre Musik einfließen ließen. Stattdessen arrangierten sie Hardcore und Punk neu und erweiterten das Spektrum des Punks.
1988 gründete der von Thrash Metal, Grind- und Hardcore begeisterte Jazzmusiker John Zorn das avantgardistische Bandprojekt Naked City, um in einem klassischen Rock-, Metal- und Punksetting das Musikschreiben zu erproben und veröffentlichte mit diesem Projekt im folgenden Jahr weitaus radikalere Musik als die noch deutlich im Punk verhangenen No Means No. Zorn nahm die Attitüde und das Tempo des Grind- und Hardcores auf und ließ diese in seine Klangcollage etlicher Musikstile soweit einfließen, dass die Elemente des Hardcores den Klang der Band dominierte. Somit erlangte Zorn, der schon 1986 mit Spy vs. Spy Ähnliches versuchte, über die Band Beachtung bei einem bis dahin für ihn eher untypischen Publikum, denn seit Naked City ist der Name John Zorn auch international in Metal- und Punkkreisen bekannt und neue Platten werden seither auch von verschiedenen Teilen der Musikpresse, die sonst keinen Bezug zu den Bereichen Neue Musik oder Jazz haben, diskutiert.
Relativ zeitnah ließen auch weitere Interpreten aus den Bereichen Avantgarde-Jazz und Neue Musik Hardcore in ihren Klang einfließen. Der im Bereich der Neuen Musik populäre Japaner Otomo Yoshihide gründete 1990 die Band Ground-0. Das Schweizer Projekt Alboth! debütierte 1991 mit ähnlichen Arrangements und auch die Jazzmusiker von Der blaue Hirsch orientierten sich an Rock- und Hardcorestrukturen hin zum Jazzcore.
Besonders Zorns Ideen beeinflussten einige Musiker und Bands, welche sich vornehmlich aus dem extremen Metalspielarten, Hardcore und Funk Metal rekrutierten darunter Mr. Bungle, Boredoms und insbesondere das Umfeld der Knitting Factory. Durch vornehmlich technisch orientierte Bands wie Botch oder Rorschach entwickelte sich schnell eine Abspaltung, die als Chaos- oder Mathcore bekannt ist. Die verstärkt im Metal verwurzelten Bands wie z. B. Fantômas etablierten auch den Begriff Jazz Metal, wobei der musikalische Unterschied zwischen Jazzcore und Jazz Metal eher marginal erscheint.

## Stilistische Einordnung und Wirkung

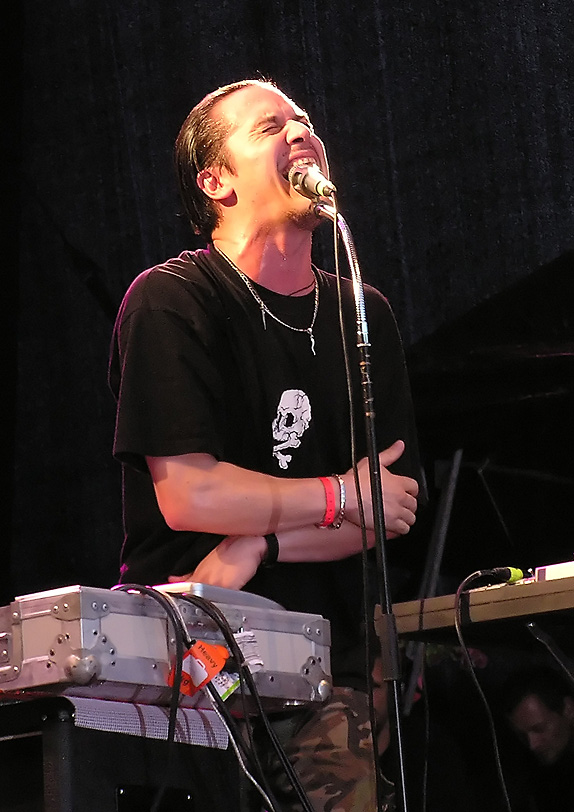
Mike Patton bei einem Auftritt mit dem Jazzcore-Projekt Fantômas.

Für den Jazzcore üblich ist sowohl die Nutzung für Metal und Hardcore untypischer Instrumente, im Besonderen die des Saxophons, als auch die stete Wiederkehr von Collage und Montage sowie häufiger abrupter Stil-, Tempo- und Dynamikwechsel. Dabei werden im Jazzcore häufig Facetten aus anderen Musikrichtungen zitiert, miteinander vermengt und zu etwas Neuem konstruiert. Hier werden neben den gängigen Pop-, Rock- und Metalstilen auch folkloristische Musikrichtungen eingeflochten. Durch diese Stilfülle, sowie die Tempo- und Dynamikwechsel wirkt die Musik oberflächlich betrachtet chaotisch und dissonant. Dem Hörer wird durch den steten und unvorausschaubaren Wechsel kein direktes Konsumieren der Musik ermöglicht und der Gesamtverlauf der Stücke ist somit nicht vorhersehbar und bleibt überraschend. Der Musikstil wird hierdurch auch häufig als verspielt und komplex bezeichnet. Das für Pop- und Rockmusik übliche Songschema aus Bridge, Refrain und Strophe findet im Jazzcore nur selten statt und auch ein, wie für den Jazz übliches melodisches Grundthema oder anhaltendes Rhythmusgerüst ist eher unüblich.
Einige extreme Vertreter wie Fantômas versuchen sich stattdessen in sinfonischer Dichtung. Trotz der technischen Finesse und dem Anspruch stets reproduzierbare Musik zu schaffen, d. h. es wird nahezu vollständig auf Improvisation verzichtet, gehen die Musiker stets mit einem Maß an Selbstironie vor.
Der Gesang ist nicht festgelegt; während einige Bands wie No Means No, Victims Family und Mr. Bungle viel klaren Gesang benutzten, tendieren andere Vertreter des Genres zum gutturalem Gesang. Das Extrem dieser Gesangsform kann dabei bis zur Lautmalerei gehen, so kommen einige Bands wie Alboth! oder The Moonchild Trio, ein weiteres John-Zorn-Projekt, ohne Text aus und nutzen die Stimme des Sängers als reines Instrument.

„Unser Sänger Lieder legt sich für jedes Stück ein Reservoir an Wörtern und Silben zurecht, eine eigene Sprache, wenn du so willst, was rhythmisch mit der Musik verwoben wird. Bei uns ist die Stimme ein Instrument, die nicht mit Wörtern beladen werden soll, damit sie keine andere Bedeutung bekommt.“

Die komplexe Spielweise und der Hang zu überspitztem Gore in vielen visuellen Gestaltungen definiert den Jazzcore auch als Subgenre des Extreme Metal. Bands wie Voivod, die auf ähnliche Songstrukturen zurückgreifen und durchaus den Ideen des Genres entsprachen, sind Grenzgänger, werden jedoch gemeinhin dem Metal und seinen zahlreichen Subgenres zugeordnet.

## Einfluss
Der Stil beeinflusste nicht nur direkt den Mathcore, sondern eröffnete auch anderen Musikern aus Rock, Metal und Hardcore neue Ausdrucksmöglichkeiten. Die Musik nahm einige Extreme des Crossoverbooms der frühen 90er Jahre vorweg. Besonders Funk-Metal-Interpreten und spätere Nu-Metal-Bands konnten auf dem Jazzcore in einer verminderten Form aufbauen. So sind z. B. die frühen Red Hot Chili Peppers, Primus, Living Colour sowie System of a Down und Korn deutlich hörbar vom Jazzcore beeinflusst worden.
Eine gesonderte Position in diesem Geflecht aus Einfluss und Gegeneinfluss muss hierbei der Crossover-Band Faith No More, und im Besonderen deren Sänger Mike Patton, zugesprochen werden. Patton wurde 1989 von Jim Martin in die Band geholt; dieser hatte die bisher unbekannten Mr. Bungle kurz zuvor live erlebt. Patton brachte sodann seinen eigenen Stil mit in die Band ein und erhöhte die Popularität seiner weiteren Projekte wie z. B. Noiseexperimente mit Maldoror, avantgardistische Soloalben und die 1999 gegründeten Fantômas. In den Arbeiten von Faith No More flossen in der folgenden Zeit deutlich verstärkt Elemente des Jazzcore ein. Patton wiederum arbeitete bereits während seiner Zeit bei Faith No More mehrfach mit John Zorn sowie 2002 mit The Dillinger Escape Plan zusammen.

## Abgrenzung und Überschneidungen
Gelegentlich werden auch Interpreten des Technical Death Metal als Jazz Metal bezeichnet. Die Musik von Death, Cynic und Atheist kombiniert jedoch lediglich Death Metal mit Elementen aus Progressive Rock und Jazz Fusion. Im Vergleich mit dem Jazzcore wechselt der Tech Death Metal weniger intensiv die Taktschemata und grundsätzlich nicht den vorherrschenden Musikstil, dazu haben Elemente aus Noise und Avantgarde-Jazz im Tech Death Metal keinen Einfluss.
Der Mathcore hingegen verfolgt einen ähnlichen Ansatz wie der Jazzcore. Viele der populären Vertreter pendeln zwischen beiden Musikstilen. Im Mathcore werden oft Free Jazz und besonders Noise zugunsten einer höheren Takt- und Riffkomplexität reduziert. Die Übergänge zwischen den Stilen sind dabei fließend.
Auch die Band Diablo Swing Orchestra wird gelegentlich als Jazz Metal bezeichnet, spielt jedoch einen eigenen Crossover aus eher traditionellem Jazz und Metal. Elemente des Free Jazz oder der neuen Musik bleiben gänzlich aus und auch abrupte Takt- und Stilwechsel gehören nicht zum Klang der Band.

## Kritik
Martin Büsser kritisierte in seinem 1997 zuerst erschienenen Buch If the Kids Are United den Jazzcore als schwammige Genrebezeichnung, die aus dem grundsätzlichen Schubladendenken jedweder Musikkonsumenten entspringt. Der Begriff würde in seiner Nutzung für viele Bands sowohl den Hardcore Punk als auch den Jazz entwerten, denn viel zu unkritisch würden auch Bands, die nur punkunübliche Instrumente benutzen, das Etikett „Jazzcore“ erhalten. Andererseits bezeichnet er die Musik als extreme Minderheitenmusik, welche unter der Vereinnahmung der Avantgarde die Wurzeln des Hardcore verlieren und zum virtuosen Selbstzweck verkommen kann.

„Folgt man dieser Argumentation, so ist das, was unter dem Begriff Jazzcore gehandelt wird, (...) der Gefahr ausgesetzt, sich in kompletter Kunstsinnigkeit aufzulösen, zum intellektualisierten Abfallprodukt jener ungebrochenen Wildheit zu werden, die Punk doch einmal gewesen ist. Der Grat ist sehr schmal (...) zwischen Bands, die es schaffen, auf hohem musikalischen Niveau immer noch Punk-Energie zu bewahren und jenen, die steife Konstruktion verquerer Riffs und Breaks mit Weiterentwicklung oder gar Radikalisierung verwechseln.“

## Wichtige Vertreter
| - The Dillinger Escape Plan - Fantômas - Ground Zero - Naked City - No Means No - Minutemen - The Moonchild Trio | - Mr. Bungle - Painkiller - Alboth! - Panzerballett - Psyopus - 16-17 - Victims Family - Zu |